# Zograf Longin

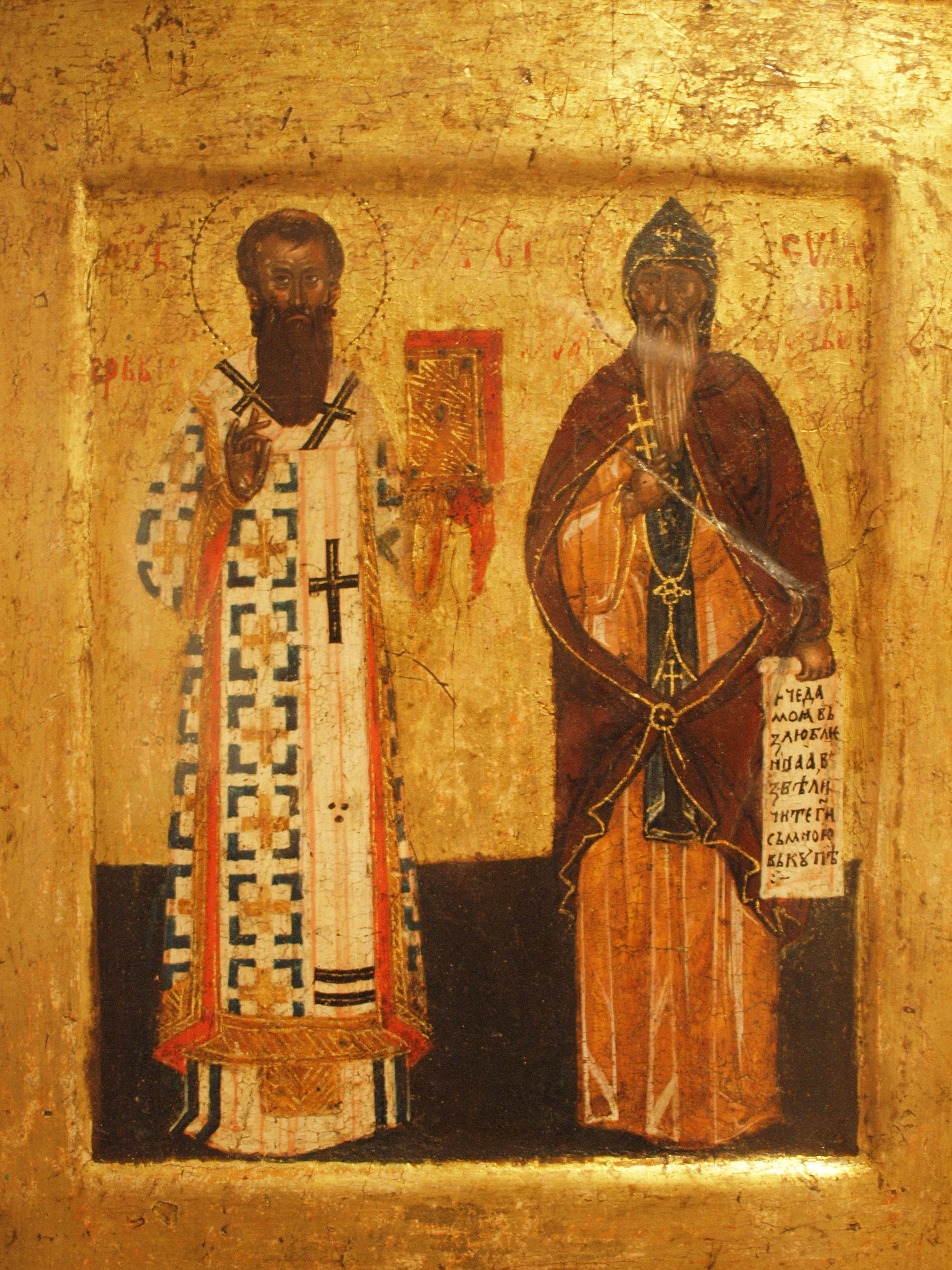
Ikone des Heiligen Sava von Serbien mit seinem Vater als Heiligem Mönch Simeon Nemanja. Die Rolle in Simeons Hand repräsentiert die Altserbische Herrscherbiographie Domentijans zum Leben des Hl. Simeon aus dem 13. Jh. Nationalmuseum Belgrad.

Ikone des Stefan Uroš III. Dečanski. Kloster Visoki Dečani, zwischen 1572 und 1596

Zograf Longin (* Hvosna in den 1530er Jahren) gilt als der bedeutendste serbische Ikonenmaler des 16. Jahrhunderts. Er war zudem Übersetzer und Schriftsteller. Aus seinen überlieferten biographischen Daten sowie Autographen geht hervor, dass er zunächst Laie und später Mönch in den Klöstern Peć und Sopoćani wurde. Seine eigentliche Wirkungsstätte wurde das Kloster Visoki Dečani. Er war von 1566 bis 1598 tätig. Aus seiner Hand sind Ikonen und Fresken in den Klöstern von Peć, Visoki Dečani, Piva, Velik Hoča, Lovnica, bis hin zur Dorfkirche Cikote und Nikoljica bei Bijelo Polje erhalten.
Zograf Longins asketischer Stil ist textlichen Vorbildern stark verpflichtet. Seine Figuren sind ernst, in die Länge gezogen und folgen stark Tendenzen der serbischen Malerei des 14. Jahrhunderts.
Unter den Ikonen sind die „Ikone des Heiligen Sava und Simeon“ (Serbisches Nationalmuseum), die „Ikone Stefan Uroš IV. Dečanski“ (Kloster Visoki Dečani) sowie die „Ikone der Muttergottes mit Christus“ im Kloster Lovnica bekannt.
Als seine bekannteste Ikone gilt die für die Ikonostas der Georgskirche in Lovnice im heutigen Bosnien und Herzegowina gemalte Gottesmutter mit Christus. Die auf Goldgrund gemalte Ikone besticht aus einer harmonischen Farbenauswahl in grünen, blauen, zinnobernen, rötlichen und ockerfarben Tönen und farblich nuanciertem Kolorit. Diese Ikone präsentierte man zusammen mit Kompositionen serbischer Meister des Barock sowie unter anderem Paja Jovanović im Serbischen Pavillon auf der Weltausstellung in Paris 1900.